# Anderson Ruffin Abbott
Anderson Ruffin Abbott (7 de abril de 1837 - 29 de diciembre de 1913) fue el primer negro canadiense nacido en Canadá que se licenció como médico. Su carrera incluyó la participación en la Guerra Civil estadounidense. Entre sus funciones más importantes se encuentran la de médico forense del condado de Kent, Ontario, y la de cirujano jefe.

## Vida temprana
Anderson Abbott nació el 7 de abril de 1837 en Toronto, hijo de Wilson Ruffin y Ellen Toyer Abbott. Los Abbott eran una prominente familia negra de Toronto, que había abandonado Alabama – como gente de color libre – tras recibir un aviso de que su tienda iba a ser saqueada. Después de vivir un corto tiempo en Nueva York, se establecieron en el Alto Canadá en 1835 o 1836. Wilson Abbott no tardó en adquirir bienes inmuebles en Toronto y sus alrededores, donde poseía 48 propiedades en 1871. El Abbott mayor también se dedicó a la política.
La prosperidad de la familia permitió a Anderson Abbott recibir una excelente educación. Asistió a escuelas privadas y públicas, incluida la escuela de William King, en el asentamiento negro de Elgin (actual North Buxton, Ontario). Fue alumno de honor en la Academia de Toronto y posteriormente asistió al Oberlin College de Ohio. Regresó a Canadá y, en 1857, ingresó en el University College de Toronto y, en 1858, se convirtió en estudiante de medicina en la Facultad de Medicina de Toronto. Estudió con Alexander Thomas Augusta, un médico negro nacido en EE.UU. Aunque no se graduó, Abbott recibió una licencia para ejercer de la Junta Médica del Alto Canadá, en 1861, convirtiéndose así en el primer médico negro nacido en Canadá.

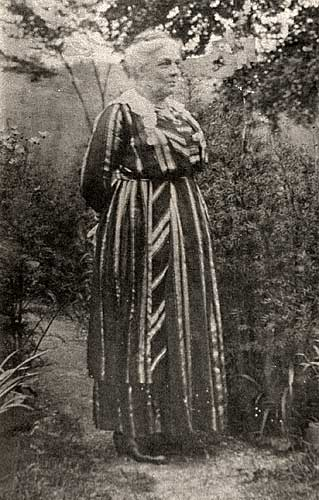
Retrato de la mujer de Abbott, Mary Ann Casey (1863)

## Legado
En 1866, Abbott renunció al servicio en el ejército de la Unión y regresó a Canadá. Al año siguiente asistió a clases de medicina primaria en la Universidad de Toronto. Aunque no se graduó, estableció una práctica médica y fue admitido en el Colegio de Médicos y Cirujanos de Ontario en 1871. El 9 de agosto de 1871 se casó en Toronto con Mary Ann Casey, la hija de 18 años de un exitoso barbero negro, en una ceremonia anglicana. Abbott y su esposa se trasladaron a Chatham, donde él reanudó su práctica médica. Con el tiempo tuvieron tres hijas y dos hijos.
Al igual que su padre, Abbott pronto se convirtió en un miembro importante de la comunidad negra de Toronto. De 1873 a 1880, luchó contra la segregación racial en las escuelas como presidente del Instituto Educativo Wilberforce y fue nombrado forense del condado de Kent, Ontario, en 1874, siendo el primer negro en ocupar ese cargo. Abbott colaboró en un periódico local, el Chatham Planet, y fue editor asociado del Missionary Messenger, la revista de la Iglesia Metodista Episcopal Británica local. Abbott fue nombrado presidente de la Sociedad Literaria y de Debates de Chatham y de la Sociedad Médica de Chatham en 1878. Abbott trasladó su práctica médica a Dundas, Ontario, en 1881, donde también desempeñó algunas funciones importantes en la comunidad, como administrador de la escuela secundaria de esa comunidad y presidente del comité de gestión interna de la ciudad de 1885 a 1889. También trabajó como administrador del Instituto de Mecánica de Dundas.
La familia se trasladó a Oakville, Ontario, en 1889, pero regresó a Toronto al año siguiente. Fue elegido miembro del puesto local del Gran Ejército de la República y uno de los 273 veteranos de la Guerra Civil en Toronto que llevó la insignia de esa fraternidad. Se le conocía entonces como "Capitán Abbott", un rango que podría reflejar su cargo dentro del Gran Ejército de la República más que su rango real durante la Guerra Civil estadounidense. En noviembre de 1892, Abbott fue nombrado ayudante de campo en el Estado Mayor del Departamento de Oficiales Comandantes de Nueva York. Este nombramiento, motivo de gran orgullo para Abbott y su familia, fue el más alto honor militar jamás concedido a una persona negra en Canadá o en los Estados Unidos.
En 1894, Abbott fue nombrado cirujano jefe del Provident Hospital de Chicago, el primer hospital de formación de enfermeras negras de Estados Unidos. En 1896 fue nombrado superintendente médico del hospital, pero dimitió al año siguiente. Al regresar a Toronto, Abbott reanudó su práctica privada y se dedicó a escribir para varias publicaciones, como The Colored American Magazine de Boston y Nueva York, la Anglo-American Magazine de Londres (para la que escribió "Some recollections of Lincoln's assassination") y New York Age. La medicina, la historia de los negros, la Guerra Civil, el darwinismo, la biología y la poesía fueron algunos de sus temas.

## Vida tardía
A principios de siglo, Abbott se vio envuelto en el debate entre W. E. B. Du Bois y Booker T. Washington sobre el cambio social. Al ponerse del lado de Du Bois, Abbott creía que el acceso de los negros a la educación superior era esencial y no debía comprometerse. Creyendo que los negros se asimilarían culturalmente, Abbott escribió: "Es tan natural que dos razas que viven juntas en el mismo suelo se mezclen como que las aguas de dos afluentes de un río se mezclen". Dado que la población negra de Canadá está disminuyendo, pensó que esto era especialmente cierto en su propio país y escribió que "mediante el proceso de absorción y expatriación, la línea de color acabará desapareciendo en Canadá".

## Muerte
Anderson Ruffin Abbott murió en 1913, a la edad de 76 años, en la casa de Toronto de su yerno, Frederick Langdon Hubbard, (Presidente de la Comisión de Transporte de Toronto de 1929 a 1930, e hijo de su viejo amigo William Peyton Hubbard). Está enterrado en la necrópolis de Toronto. El fondo de archivos de Anderson Ruffin Abbott fue donado a la Biblioteca Pública de Toronto por su hija Grace (Abbott) Hubbard en 1963. Una parte ha sido digitalizada y se puede consultar en línea a través del catálogo de la Biblioteca Pública de Toronto, mientras que el resto se puede encontrar como parte de la Baldwin Collection of Canadiana Manuscripts en la Toronto Reference Library.

## Más información
- Newby, Dalyce (1998). Anderson Ruffin Abbott: First Afro-Canadian Doctor. Associated Medical Services. ISBN 978-1-55041-186-7.
- Slaney, Catherine (2002). Family secrets: crossing the colour line. (Secretos familiares: cruzando la línea de color). Toronto, ENCIMA: Dundurn Prensa.